# Shin’ichi Tsutsumi
Shin’ichi Tsutsumi (jap. 堤真一 Tsutsumi Shin’ichi; ur. 7 lipca 1964) – japoński aktor, znany przede wszystkim z teatru. Zagrał główne role w pięciu pierwszych filmach Sabu.